# Élection présidentielle zimbabwéenne de 2023
L'élection présidentielle zimbabwéenne de 2023 a lieu les 23 et 24 août 2023 afin d'élire le président de la république du Zimbabwe. Elle se tient en même temps que des élections législatives et sénatoriales.
Le président sortant, Emmerson Mnangagwa, de l'Union nationale africaine du Zimbabwe - Front patriotique (ZANU-PF), est candidat à sa réélection face à son principal opposant, Nelson Chamisa, de la Coalition citoyenne pour le changement (CCC).
Initialement prévu sur la journée du 23 août, le premier tour connaît des retards d'organisation dans plusieurs localités tels que le vote est exceptionnellement étendu au lendemain. Le scrutin est notamment qualifié de « non conforme » aux critères démocratiques par les observateurs internationaux.
Emmerson Mnangagwa l'emporte dès le premier tour avec plus de 52 % des suffrages exprimés, tandis que l'opposition dénonce une fraude électorale.

## Contexte

### Scrutin précédent

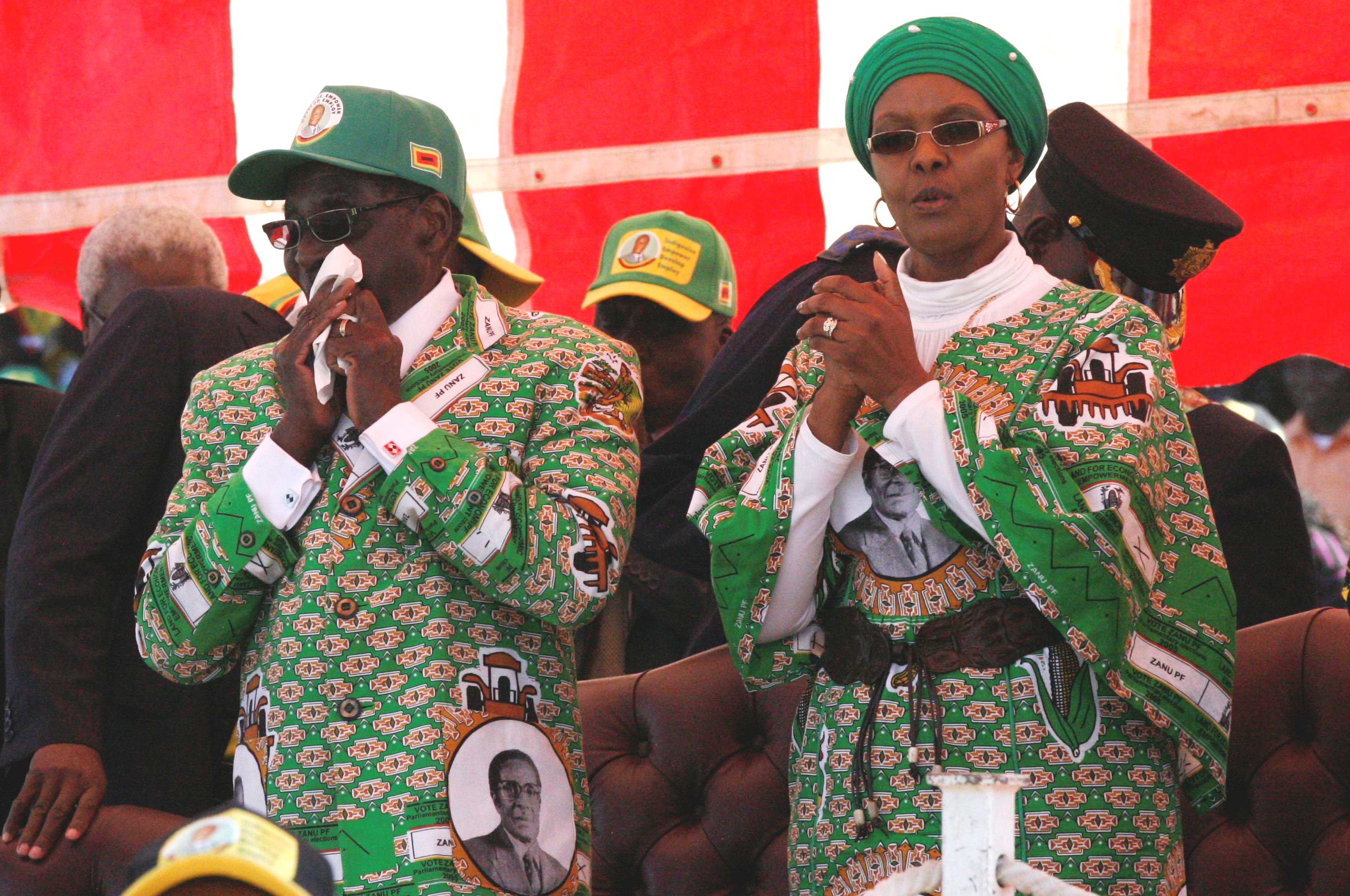
Robert Mugabe et Grace Mugabe en 2013.

La précédente élection présidentielle organisée en juillet 2018 a lieu dans le contexte du coup d'État militaire qui force à la démission le président Robert Mugabe en faveur de son vice-président Emmerson Mnangagwa.
Alors âgé de 93 ans, Robert Mugabe dirige le pays depuis son indépendance en 1980, d'abord en tant que Premier ministre puis en tant que Président de la république à partir de 1987, soit un total de 38 ans au pouvoir. Sous sa présidence, le Zimbabwe n'est généralement pas considéré comme une démocratie ni un État de droit. Human Rights Watch pointe ainsi les violences et intimidations exercées à l'encontre de membres de l'opposition, l'organisation de fraudes électorales à grande échelle, et la corruption « endémique, y compris au plus haut niveau du gouvernement ». Amnesty International constate quant à elle l'importance des atteintes à la liberté d'expression, en particulier chez les journalistes et les défenseurs des droits de l'homme. Le gouvernement procède ainsi de manière arbitraire à des arrestations et mises en détention à l'encontre des opposants. L'élection présidentielle de 2008, particulièrement violente, est notamment marquée par l'assassinat de dizaines de partisans de l'opposition, la mort de quelque deux cents personnes dans des violences orchestrées par le pouvoir, des actes de violence à l'encontre de milliers d'autres, et par des fraudes et intimidations systématiques,,.

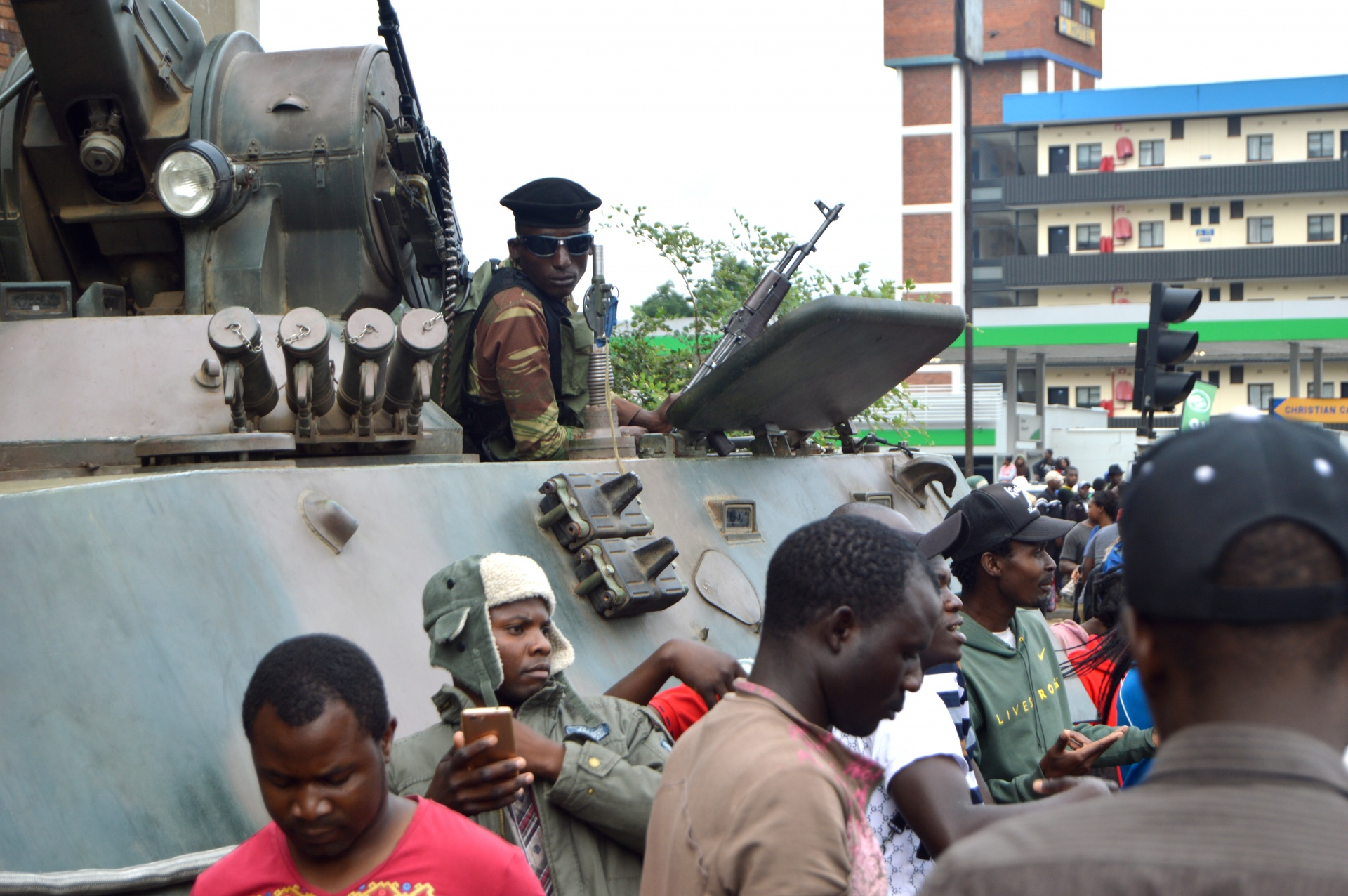
Tank déployé dans la capitale Harare lors du Coup d'État.

L'âge avancé du président finit cependant par poser la question de sa succession au sein d'une classe politique qu'il prédomine depuis plusieurs décennies. Mugabe  fait ouvertement part de son projet de se faire succéder à la présidence par son épouse Grace Mugabe, pourtant impopulaire en raisons de ses goûts de luxe et sa brutalité. Le gouvernement ainsi que le parti présidentiel, l'Union nationale africaine du Zimbabwe - Front patriotique (ZANU-PF), se voient progressivement épurés de tout rival potentiel de la première dame. Le 4 novembre 2017, Robert Mugabe annonce son souhait de voir son épouse devenir vice-présidente, ce qui ferait d'elle la première personne dans l'ordre de succession présidentiel. Dès le lendemain, celle-ci lui demande publiquement de lui céder la présidence de la République. À ces déclarations suivent le limogeage annoncé du vice-président Emmerson Mnangagwa le 6 novembre 2017.
Cette succession forcée provoque le mécontentement chez une part importante de la population, de la classe politique et surtout des forces armées. Dans la nuit du 14 au 15 novembre, un coup d'État militaire est organisé par les généraux Constantino Chiwenga et Sibusiso Moyo — proches de Emmerson Mnangagwa —, sous le prétexte d'écarter des « criminels » de l'entourage du président. Des militaires accompagnés de blindés sont déployés dans la capitale et les principaux lieux de pouvoirs, dont notamment la résidence des Mugabe, le Parlement, le siège du Zanu-PF, les bureaux du gouvernement et le siège de la radio-télévision nationale,. L'armée rechigne toutefois à renverser directement le chef de l'État, assigné à résidence avec sa femme, et fait à la place pression pour que celui-ci démissionne de lui même. Sibusiso Moyo va jusqu'à prononcer un discours à la télévision pour nier l'existence d'un coup d'État, tandis que les principaux soutiens de Grace Mugabe dont plusieurs ministres sont arrêtés.

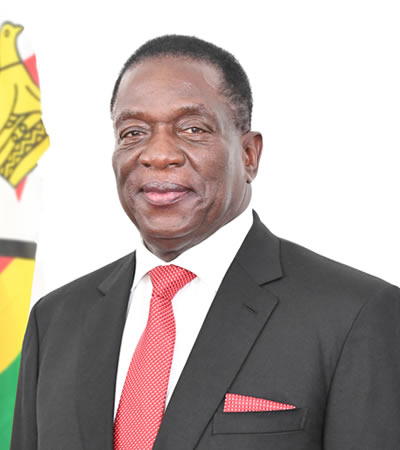
Emmerson Mnangagwa

Face au refus du président de présenter sa démission, le pays se retrouve en suspens plusieurs jours, au cours desquels le président de l'Afrique du Sud voisine, Jacob Zuma, tente une médiation. Finalement, après l'organisation d'une manifestation pour la démission de Mugabe, qui s'avère la plus grande qu'ait connu le Zimbabwe depuis l'indépendance, ainsi que le lancement d'une procédure de destitution à son encontre, Robert Mugabe finit par démissionner le 21 novembre. L'annonce de sa démission provoque des scènes de liesses dans le pays. Emmerson Mnangagwa lui succède et prête serment deux jours plus tard.
Mnangagwa reçoit rapidement l'investiture du ZANU-PF en vue de l'élection présidentielle de juillet 2018. Cette dernière est par ailleurs organisée dans un contexte d'ouverture politique dont un nombre record de 21 candidatures. L'opposition est autorisée à manifester et la télévision publique accorde un peu d'espace médiatique à la principale formation d'opposition, le Mouvement pour le changement démocratique (MDC), gravement fragilisé par la mort en février 2018 de son dirigeant, Morgan Tsvangirai, qui décède d'un cancer. Nelson Chamisa lui succède comme candidat du MDC, mais ce dernier fait face aux divisions du parti scindé depuis dix ans entre deux partis rivaux,.
Malgré les promesses faites par Mnangagwa d'un scrutin libre et transparent, la présidentielle de 2018 reste marquée par les atteintes à la liberté d'expression, la menace et l'intimidation des électeurs et de l'opposition par le pouvoir, et les arrestations post-électorales de responsables politiques dont plusieurs de ceux du MDC,. Emmerson Mnangagwa remporte le scrutin dès le premier tour avec un peu plus de 51 % des voix.

### Dissensions au sein du MDC et création du CCC
À la mort de Morgan Tsvangirai, Nelson Chamisa devient président par intérim du Mouvement pour le changement démocratique – Tsvangirai en mars 2018. Dans le même temps, Thokozani Khupe est désignée présidente du parti. Pour cette raison, Chamisa participe à la présidentielle de 2018 sous la bannière Alliance du MDC, qu'il enregistre comme parti.
En septembre 2018, le Mouvement pour le changement démocratique et le Parti démocrate populaire fusionnent avec le MDC-A sous la direction de Nelson Chamisa. Ce dernier dépose un recours pour récupérer les droits sur la marque MDC. En mai 2019, Nelson Chamisa est élu président du parti MDC-Alliance.
En mars 2020, Khupe est reconnue comme présidente légitime du MDC-T et obtient la destitution de députés pourtant élus sous la bannière MDC-A lors des élections parlementaires zimbabwéennes de 2018. Cependant, la justice reconnaît que le MDC-A est un parti. Le 28 décembre 2020, Douglas Mwonzora, ancien bras droit de Chamisa, devient président du parti, la présidente sortante Thokozani Khupe arrivant deuxième. Celle-ci dépose un recours à la Cour suprême mais elle est déboutée.
Nelson Chamisa forme en janvier 2022 la Coalition citoyenne pour le changement après avoir abandonné le nom du parti « MDC Alliance (en) » à Mwonzora, qui annonce présenter des candidats sous cette bannière. Le CCC est issu du changement de nom du MDC-A. Le président du parti CCC présente le jaune comme nouvelle couleur et l'index levé comme nouveau symbole. La CCC n'a pas de constitution, un moyen d'éviter d'être lié par sa suprématie telle qu'elle l'était dans MDC. Après avoir formé le parti, la plupart des députés et conseillers de l'Alliance MDC qui ont montré leur allégeance à Chamisa sont rappelés du parlement par Douglas Mwonzora. Ceci, ainsi que certains décès de député, appelle à des élections partielles dans 28 sièges qui ont eu lieu le 26 mars 2022, au cours desquelles le CCC nouvellement formé en remporte 19 et le ZANU-PF en remporte 9. Courant 2022, Khupe rejoint le CCC.

## Système électoral
Le président de la république du Zimbabwe est élu au scrutin uninominal majoritaire à deux tours pour un mandat de cinq ans, renouvelable une seule fois. Pour être élu au premier tour, un candidat doit réunir la majorité absolue des suffrages exprimés. À défaut, les deux candidats arrivés en tête s'affrontent lors d'un second tour, et le candidat qui recueille le plus de suffrages est élu.
Les candidats à la présidence se présentent avec deux colistiers, eux-mêmes candidats aux postes de premier et second vice-président. En cas d'incapacité du président, le premier vice-président le remplace jusqu'au terme de son mandat de cinq ans. Il en va de même pour le second vice-président s'il est à son tour dans l'incapacité d’accomplir ses fonctions.
Les candidats à la présidence et aux vice-présidences doivent être de nationalité zimbabwéenne de naissance ou par ascendance, être âgés d'au moins quarante ans et résider au Zimbabwe.

## Campagne
La campagne porte principalement sur le sujet de la crise économique qui touche alors le pays, celle-ci étant exacerbée par l'hyperinflation du Real Time Gross Settlement dollar, qui redescend à 101 % en juillet 2023 selon les chiffres officiels, mais aurait en réalité atteint 1 000 %,,,.
Candidat à sa réélection, le président Emmerson Mnangagwa a de nouveau pour principal opposant Nelson Chamisa, cette fois-ci sous la bannière de la Coalition citoyenne pour le changement (CCC). Ce dernier se trouve alors largement en tête dans les sondages d'opinion indépendants, dans un contexte de mécontentement de la population face à l'inflation. L'opposition fait cependant toujours face à une violente répression de la part des autorités. Des violences post-électorales, habituelles dans le pays, sont par ailleurs redoutées, alimentant un climat de tensions à l'approche du scrutin,,,.

## Résultats
|                          | Emmerson Mnangagwa       | ZANU-PF                  | 2 350 711 | 52,60 |  |  |  |  |  |
|                          | Nelson Chamisa           | CCC                      | 1 967 343 | 44,03 |  |  |  |  |  |
|                          | Wilbert Mubaiwa          | NPC                      | 53 517    | 1,20  |  |  |  |  |  |
|                          | Douglas Mwonzora         | MDC-T                    | 28 883    | 0,65  |  |  |  |  |  |
|                          | Joseph Makamba Busha     | FZC                      | 18 816    | 0,42  |  |  |  |  |  |
|                          | Blessing Kasiyamhuru     | ZIPP                     | 13 060    | 0,29  |  |  |  |  |  |
|                          | Tapiwa Trust Chikohora   | ZCPD                     | 10 230    | 0,23  |  |  |  |  |  |
|                          | Harry Peter Wilson       | DOP                      | 6 743     | 0,15  |  |  |  |  |  |
|                          | Henry Gwinyai Muzorewa   | UANC                     | 7 053     | 0,16  |  |  |  |  |  |
|                          | Elizabeth Valerio        | UZA                      | 6 989     | 0,16  |  |  |  |  |  |
|                          | Lovemore Madhuku         | NCA                      | 5 323     | 0,12  |  |  |  |  |  |
|                          |                          |                          |           |       |  |  |  |  |  |
| Votes valides            | Votes valides            | Votes valides            | 4 468 668 | 97,97 |  |  |  |  |  |
| Votes blancs et nuls     | Votes blancs et nuls     | Votes blancs et nuls     | 92 553    | 2,03  |  |  |  |  |  |
| Total                    | Total                    | Total                    | 4 561 221 | 100   |  |  |  |  |  |
| Abstention               | Abstention               | Abstention               | 2 062 290 | 31,14 |  |  |  |  |  |
| Inscrits / participation | Inscrits / participation | Inscrits / participation | 6 623 511 | 68,86 |  |  |  |  |  |

## Analyse

Candidat arrivé en tête par province

Candidat arrivé en tête par municipalité

L'acheminement des bulletins de vote subit d'importants problèmes d'organisation qui provoquent des retards dans l'ouverture des bureaux de vote, en particulier dans le Manicaland et dans la capitale Harare, où le vote ne débute que dans la soirée. Les retards sont tels que la Commission électorale zimbabwéenne (ZEC) décide de prolonger le vote jusqu'au lendemain 24 août, une décision inédite, que la loi électorale ne prévoyait pas,.
Qualifiant le scrutin de « non conforme » aux critères démocratiques, les observateurs locaux et internationaux font état de « graves problèmes » ayant entaché la régularité et la transparence du vote. Figurent notamment parmi les irrégularités la radiation de certains électeurs des listes électorales et des procédés d'intimidation à l'entrée des bureaux de vote afin de pousser la population à voter en faveur du parti au pouvoir,,. Dès le lendemain, une quarantaine d'observateurs zimbabwéens sont arrêtés et leur matériel saisi. Nelson Chamisa dénonce quant à lui une fraude électorale par entrave au droit de vote, la capitale Harare étant l'un des bastions de l'opposition,.
La réélection d'Emmerson Mnangagwa dès le premier tour est finalement annoncée le 26 août par la commission électorale. Le candidat de l'Union nationale africaine du Zimbabwe - Front patriotique (ZANU-PF) obtient 52 % des suffrages exprimés, tandis que son parti conserve la majorité absolue des sièges aux élections parlementaires. La CCC rejette les résultats qu'elle accuse d'être faussés, la ZEC ayant notamment elle-même reconnu que moins d'un quart des bureaux de vote avaient pu être ouverts dans les horaires prévus le 23 août à Harare.